# Myrmeleon neocaledonicus
Myrmeleon neocaledonicus är en insektsart som beskrevs av Navás 1922. Myrmeleon neocaledonicus ingår i släktet Myrmeleon och familjen myrlejonsländor. Inga underarter finns listade i Catalogue of Life.